# アマンダ・クッツァー
アマンダ・クッツァー（Amanda Coetzer, 1971年10月22日 - ）は、南アフリカ共和国・フープスタッド出身の元女子プロテニス選手。身長158cm、体重54kg。女子プロテニス界では最も小柄な体格だったが、どんな球をも粘り強く拾いまくる強靭なフットワークを最大の持ち味にした。シングルス自己最高ランキングは3位。WTAツアーでシングルス9勝、ダブルス9勝を挙げた。右利き、バックハンド・ストロークは両手打ち。

## 来歴
1988年1月にプロ入り。1989年の全仏オープンで4大大会にデビューする。クッツァーは1992年全米オープンから2004年全豪オープンまで、4大大会に「46大会」連続出場記録を持っている。1993年1月の「メルボルン・オープン」決勝戦で日本の沢松奈生子を破り、WTAツアー初優勝。この年は9月に東京・有明コロシアムで開かれた「ニチレイ・レディース」でも優勝している。
1996年の全豪オープンでは、当時15歳の天才少女マルチナ・ヒンギスを準々決勝で破ったが、続く準決勝でアンケ・フーバーに 6-4, 4-6, 2-6 で敗れている。1997年の全豪オープン4回戦で、当時の世界ランキング1位だったシュテフィ・グラフを 6-2, 7-5 のストレートで破り、2年連続のベスト4に進出する。1997年に、クッツァーはグラフから年間3勝を挙げた。5月中旬の「ドイツ・オープン」準々決勝では 6-0, 6-1 で圧勝した。続く全仏オープン準々決勝でも 6-1, 6-4 のストレート勝ちを収めた。準決勝で優勝したイバ・マヨリに 3-6, 6-4, 5-7 で競り負け決勝進出を逃した。
その後もクッツァーは小さな身体に秘めた闘志でテニス・コートを走り続け、2001年の全豪オープンでベスト8に進出している（ビーナス・ウィリアムズに敗退）。
ダブルスでのクッツァーは、1993年の全米オープンでイネス・ゴロチャテギ（アルゼンチン）とペアを組んだ準優勝がある。クッツァーとゴロチャテギは、決勝でアランチャ・サンチェス・ビカリオ&ヘレナ・スコバの組に 4-6, 2-6 で敗れた。
クッツァーはオリンピックの南アフリカ共和国選手として、1992年バルセロナ五輪、1996年アトランタ五輪、2000年シドニー五輪の3大会に出場している。最高成績はシドニー五輪のシングルスベスト8である。
南アフリカでテニスの一時代を築いたアマンダ・クッツァーは、2004年6月に32歳で現役を引退した。その後映画プロデューサーのアーノン・ミルチャンと結婚した。

## WTAツアー決勝進出結果

### シングルス: 21回 (9勝12敗)
| 大会グレード         |
| -------------------- |
| グランドスラム (0–0) |
| ティア I (1–3)       |
| ティア II (1–5)      |
| ティア III (3–3)     |
| ティア IV & V (4–1)  |

| 結果   | No. | 決勝日         | 大会                 | サーフェス        | 対戦相手                         | スコア           |
| ------ | --- | -------------- | -------------------- | ----------------- | -------------------------------- | ---------------- |
| 準優勝 | 1.  | 1991年10月21日 | サンフアン           | ハード            | ジュリー・アラール               | 5–7, 5–7         |
| 優勝   | 1.  | 1993年1月11日  | メルボルン           | ハード            | 沢松奈生子                       | 6–2, 6–3         |
| 準優勝 | 2.  | 1993年2月28日  | インディアンウェルズ | ハード            | メアリー・ジョー・フェルナンデス | 6–3, 1–6, 6–7(6) |
| 優勝   | 2.  | 1993年9月20日  | 東京                 | ハード            | 伊達公子                         | 6-3, 6–2         |
| 準優勝 | 3.  | 1994年2月27日  | インディアンウェルズ | ハード            | シュテフィ・グラフ               | 0–6, 4–6         |
| 優勝   | 3.  | 1994年5月9日   | プラハ               | クレー            | アサ・カールソン                 | 6–1, 7–6(14)     |
| 準優勝 | 4.  | 1995年8月14日  | トロント             | ハード            | モニカ・セレシュ                 | 0–6, 1–6         |
| 準優勝 | 5.  | 1995年10月16日 | ブライトン           | カーペット (室内) | メアリー・ジョー・フェルナンデス | 4–6, 5–7         |
| 準優勝 | 6.  | 1996年2月19日  | オクラホマシティ     | ハード (室内)     | ブレンダ・シュルツ＝マッカーシー | 3–6, 2–6         |
| 優勝   | 4.  | 1997年4月21日  | ブダペスト           | クレー            | サビーネ・アペルマンス           | 6–1, 6–3         |
| 準優勝 | 7.  | 1997年9月22日  | ライプツィヒ         | カーペット (室内) | ヤナ・ノボトナ                   | 2–6, 6–4, 3–6    |
| 優勝   | 5.  | 1997年10月20日 | ルクセンブルク       | カーペット (室内) | バルバラ・パウルス               | 6–4, 3–6, 7–5    |
| 優勝   | 6.  | 1998年4月5日   | ヒルトン・ヘッド     | クレー            | イリナ・スピールリア             | 6–3, 6–4         |
| 準優勝 | 8.  | 1999年2月7日   | 東京                 | カーペット (室内) | マルチナ・ヒンギス               | 2–6, 1–6         |
| 準優勝 | 9.  | 1999年2月22日  | オクラホマシティ     | ハード (室内)     | ビーナス・ウィリアムズ           | 4–6, 0–6         |
| 準優勝 | 10. | 2000年5月8日   | ベルリン             | クレー            | コンチタ・マルティネス           | 1–6, 2–6         |
| 優勝   | 7.  | 2000年5月15日  | アントワープ         | クレー            | クリスティナ・トレンス・バレロ   | 4–6, 6–2, 6–3    |
| 優勝   | 8.  | 2001年2月26日  | アカプルコ           | クレー            | エレーナ・デメンチェワ           | 2–6, 6–1, 6–2    |
| 準優勝 | 11. | 2001年4月9日   | アメリアアイランド   | クレー            | アメリ・モレスモ                 | 4–6, 5–7         |
| 準優勝 | 12. | 2003年2月16日  | メンフィス           | ハード (室内)     | リサ・レイモンド                 | 3–6, 2–6         |
| 優勝   | 9.  | 2003年2月24日  | アカプルコ           | クレー            | マリアナ・ディアス＝オリバ       | 7–5, 6–3         |

### ダブルス: 23回 (9勝14敗)
| 結果   | No. | 決勝日         | 大会               | サーフェス        | パートナー                       | 対戦相手                                                | スコア           |
| ------ | --- | -------------- | ------------------ | ----------------- | -------------------------------- | ------------------------------------------------------- | ---------------- |
| 優勝   | 1.  | 1992年4月27日  | ターラント         | クレー            | イネス・ゴロチャテギ             | レイチェル・マッキラン ラドカ・ズルバコバ               | 4–6, 6–3, 7–6(0) |
| 準優勝 | 1.  | 1992年7月6日   | キッツビュール     | クレー            | ヴィルトルート・プロブスト       | アレクシア・デショーム フロレンシア・ラバト             | 3–6, 3–6         |
| 準優勝 | 2.  | 1992年9月28日  | 台北               | ハード            | キャミー・マグレガー             | ジョー＝アン・ファウル ジュリー・リチャードソン         | 6–3, 3–6, 2–6    |
| 優勝   | 2.  | 1992年10月26日 | サンフアン         | ハード            | エルナ・ライナッハ               | ジジ・フェルナンデス キャシー・リナルディ               | 6–2, 4–6, 6–2    |
| 準優勝 | 3.  | 1993年4月5日   | アメリアアイランド | クレー            | イネス・ゴロチャテギ             | マニュエラ・マレーバ＝フラニエール レイラ・メスヒ       | 6–3, 3–6, 4–6    |
| 準優勝 | 4.  | 1993年9月12日  | 全米オープン       | ハード            | イネス・ゴロチャテギ             | アランチャ・サンチェス・ビカリオ ヘレナ・スコバ         | 4–6, 2–6         |
| 準優勝 | 5.  | 1993年9月26日  | 東京               | ハード            | リンダ・ワイルド                 | リサ・レイモンド チャンダ・ルビン                       | 4–6, 1–6         |
| 準優勝 | 6.  | 1993年11月1日  | オークランド       | カーペット (室内) | イネス・ゴロチャテギ             | パティ・フェンディック メレディス・マグラス             | 2–6, 0–6         |
| 準優勝 | 7.  | 1994年4月4日   | アメリアアイランド | クレー            | イネス・ゴロチャテギ             | ラリサ・ネーランド アランチャ・サンチェス・ビカリオ     | 2–6, 7–6(6), 4–6 |
| 優勝   | 3.  | 1994年5月16日  | プラハ             | クレー            | リンダ・ワイルド                 | クリスティ・ボーグルト ローラ・ゴラルサ                 | 6–4, 3–6, 6–2    |
| 優勝   | 4.  | 1995年4月3日   | アメリアアイランド | クレー            | イネス・ゴロチャテギ             | ニコル・アレント マノン・ボーラグラフ                   | 6–2, 3–6, 6–2    |
| 優勝   | 5.  | 1995年5月25日  | ベルリン           | クレー            | イネス・ゴロチャテギ             | ラリサ・ネーランド ガブリエラ・サバティーニ             | 4–6, 7–6(3), 6–2 |
| 準優勝 | 8.  | 1995年9月23日  | 東京               | ハード            | リンダ・ワイルド                 | リンゼイ・ダベンポート メアリー・ジョー・フェルナンデス | 3–6, 2–6         |
| 優勝   | 6.  | 1996年9月22日  | 東京               | ハード            | マリー・ピエルス                 | 朴晟希 王思婷                                           | 6–1, 7–6(5)      |
| 優勝   | 7.  | 1997年4月27日  | ブダペスト         | クレー            | アレクサンドラ・フセ             | エバ・マーティンコバ エレナ・ワグナー                   | 6–3, 6–1         |
| 準優勝 | 9.  | 1998年5月10日  | ローマ             | クレー            | アランチャ・サンチェス・ビカリオ | ビルヒニア・ルアノ・パスクアル パオラ・スアレス         | 6–7(1), 4–6      |
| 準優勝 | 10. | 1999年2月22日  | オクラホマシティ   | ハード (室内)     | ジェシカ・ステック               | リサ・レイモンド レネ・スタブス                         | 3–6, 4–6         |
| 準優勝 | 11. | 1999年4月26日  | ハンブルク         | クレー            | ヤナ・ノボトナ                   | ラリサ・ネーランド アランチャ・サンチェス・ビカリオ     | 2–6, 1–6         |
| 準優勝 | 12. | 1999年9月26日  | 東京               | ハード            | エレナ・ドキッチ                 | コンチタ・マルティネス パトリシア・タラビーニ           | 7–6(5), 4–6, 2–6 |
| 準優勝 | 13. | 2000年5月14日  | ベルリン           | クレー            | コリーナ・モラリュー             | アランチャ・サンチェス・ビカリオ コンチタ・マルティネス | 6–3, 2–6, 6–7(7) |
| 優勝   | 8.  | 2001年9月19日  | オクラホマシティ   | ハード (室内)     | ロリ・マクニール                 | ジャネット・リー ウィニー・プラクシャ                   | 6–3, 2–6, 6–0    |
| 準優勝 | 14. | 2001年5月21日  | ストラスブール     | クレー            | ロリ・マクニール                 | シルビア・ファリナ・エリア イロダ・ツルヤガノワ         | 1–6, 6–7(0)      |
| 優勝   | 9.  | 2001年9月10日  | バイーア           | ハード            | ロリ・マクニール                 | ニコル・アレント パトリシア・タラビーニ                 | 6–7(8), 6–2, 6–4 |

## 4大大会シングルス成績
略語の説明
| W | F | SF | QF | #R | RR | Q# | LQ | A | Z# | PO | G | S | B | NMS | P | NH |

W=優勝, F=準優勝, SF=ベスト4, QF=ベスト8, #R=#回戦敗退, RR=ラウンドロビン敗退, Q#=予選#回戦敗退, LQ=予選敗退, A=大会不参加, Z#=デビスカップ/BJKカップ地域ゾーン, PO=デビスカップ/BJKカッププレーオフ, G=オリンピック金メダル, S=オリンピック銀メダル, B=オリンピック銅メダル, NMS=マスターズシリーズから降格, P=開催延期, NH=開催なし.
| 大会           | 1988 | 1989 | 1990 | 1991 | 1992 | 1993 | 1994 | 1995 | 1996 | 1997 | 1998 | 1999 | 2000 | 2001 | 2002 | 2003 | 2004 | 通算成績 |
| -------------- | ---- | ---- | ---- | ---- | ---- | ---- | ---- | ---- | ---- | ---- | ---- | ---- | ---- | ---- | ---- | ---- | ---- | -------- |
| 全豪オープン   | A    | A    | A    | A    | A    | 1R   | 2R   | 3R   | SF   | SF   | 4R   | 4R   | 2R   | QF   | 4R   | 4R   | 2R   | 31–12    |
| 全仏オープン   | A    | 4R   | 1R   | 2R   | 3R   | 2R   | 4R   | 2R   | 4R   | SF   | 1R   | 1R   | 3R   | 3R   | 1R   | 1R   | A    | 23–15    |
| ウィンブルドン | LQ   | 1R   | 2R   | 2R   | A    | 2R   | 4R   | 2R   | 2R   | 2R   | 2R   | 3R   | 2R   | 3R   | 2R   | 2R   | A    | 17–14    |
| 全米オープン   | LQ   | 1R   | 1R   | 1R   | 3R   | 3R   | QF   | 1R   | QF   | 4R   | QF   | 1R   | 3R   | 1R   | 3R   | 3R   | A    | 25–15    |